# Tachina pulvera
Tachina pulvera là một loài ruồi trong họ Tachinidae.